# Xeronycteris vieirai
Xeronycteris vieirai (Gregorin & Ditchfield, 2005) è un pipistrello della famiglia dei Fillostomidi, unica specie del genere Xeronycteris (Gregorin & Ditchfield, 2005), endemico del Brasile.

## Descrizione

### Dimensioni
Pipistrello di piccole dimensioni con la lunghezza dell'avambraccio tra 35,4 e 38,1 mm, la lunghezza della coda tra 6,6 e 8 mm, la lunghezza del piede tra 10,84 e 13 mm e la lunghezza delle orecchie tra 10 e 12,64 mm.

### Caratteristiche craniche e dentarie
Il cranio presenta un rostro lungo quanto la scatola cranica e un palato altrettanto allungato. Il terzo molare superiore è disposto insolitamente molto in avanti rispetto alla radice degli zigomi. Gli altri denti masticatori sono notevolmente ridotti.
Sono caratterizzati dalla seguente formula dentaria:

### Aspetto
Le parti dorsali sono marroni con la base dei peli bianco crema e la parte centrale più pallida, mentre le parti ventrali sono più chiare. Il muso è allungato con la mandibola che si estende oltre la mascella, la lingua è lunga ed estensibile, fornita all'estremità di papille filiformi ed attraversata lateralmente da un solco. La foglia nasale è piccola, lanceolata, priva del rinforzo trasversale centrale e con la porzione anteriore saldata al labbro superiore, mentre sul labbro inferiore sono presenti due cuscinetti carnosi dritti.  Le orecchie sono relativamente corte, ben separate tra loro e con l'estremità arrotondata, il trago è lungo circa un terzo del padiglione auricolare ed è spatolato. L'avambraccio è privo di peli. Le ali sono marroni scure e sono attaccate posteriormente sopra le caviglie. La coda è corta ed inclusa completamente nell'ampio uropatagio, il calcar è più corto del piede..

## Biologia

### Alimentazione
Si nutre di nettare, polline e possibilmente di insetti.

## Distribuzione e habitat
Questa specie è conosciuta soltanto negli stati brasiliani di Bahia, Paraíba, Sergipe e Pernambuco, nella parte nord-orientale del paese e nella parte settentrionale del Minas Gerais.
Vive nel caatinga.

## Conservazione
La IUCN Red List, considerato che questa specie è stata scoperta recentemente e sono poche le informazioni su di essa, classifica X.vieirai come specie con dati insufficienti (DD). La distribuzione attuale è limitata. La reale diffusione potrebbe essere o più ristretta o più vasta. Ci sono stati estesi cambiamenti ambientali e una frammentazione all'interno del suo presunto areale.